# Danmark i Afghanistan
Danmark i Afghanistan er en dansk dokumentarfilm fra 2010, der er produceret af Forsvarets Mediecenter for Udenrigsministeriet og Forsvarsministeriet.

## Handling
Denne artikel mangler et handlingsreferat. Hjælp os med at skrive det.